# Лауреаты Премии Правительства Российской Федерации в области образования (2019)
 Лауреаты Премии Правительства Российской Федерации в области образования 2019 года — перечень награждённых правительственной наградой Российской Федерации, присужденной за достижения в образовательной деятельности. Среди лауреатов — член-корреспондент Российской академии наук, член-корреспондент Российской академии архитектуры и строительных наук, восемь докторов наук, два кандидата наук, шесть профессоров, три доцента.
Лауреаты определены Распоряжением Правительства РФ от 31 августа 2019 года № 1944-р на основании решения Межведомственного совета по присуждению премий Правительства в области образования.

## О Премии
Премия учреждена постановлением Правительства РФ от 28 августа 2013 года N 744 в целях развития образования, создания эффективных технологий обучения и совершенствования системы премирования. Учреждено десять ежегодных премий в области образования в размере 2 млн рублей каждая.

## Лауреаты и другая информация
1. Мангушеву Рашиду Абдулловичу, члену-корреспонденту Российской академии архитектуры и строительных наук, заведующему кафедрой федерального государственного бюджетного образовательного учреждения высшего образования «Санкт-Петербургский государственный архитектурно-строительный университет», Сахарову Игорю Игоревичу, профессору кафедры, докторам технических наук, профессорам, Осокину Анатолию Ивановичу, доценту кафедры, кандидату технических наук, — работникам того же учреждения, — за комплект учебников, учебно-методических, научно-практических пособий и монографий по геотехнике (механике грунтов, основаниям и фундаментам, инженерной геологии) .
2. Берестовой Светлане Александровне, заведующему кафедрой федерального государственного автономного образовательного учреждения высшего образования «Уральский федеральный университет имени первого Президента России Б. Н. Ельцина», доценту, Митюшову Евгению Александровичу, профессору кафедры, профессору, докторам физико-математических наук, Мисюре Наталье Евгеньевне, старшему преподавателю кафедры, кандидату физико-математических наук, — работникам того же учреждения, — за учебно-методические разработки «Цифровой образовательный комплекс по теоретической и инженерной механике».
3. Вербе Владимиру Степановичу, члену-корреспонденту Российской академии наук, генеральному конструктору — первому заместителю генерального директора акционерного общества "Концерн радиостроения «Вега», Меркулову Владимиру Ивановичу, заместителю генерального конструктора, Татарскому Борису Григорьевичу, директору научно-образовательного центра, докторам технических наук, профессорам, — работникам того же учреждения; Легкому Николаю Михайловичу, профессору кафедры федерального государственного бюджетного образовательного учреждения высшего образования «МИРЭА — Российский технологический университет», доктору технических наук, доценту, — за комплекс учебно-научных изданий «Современные информационно-измерительные и управляющие радиоэлектронные системы и комплексы».